# 第三部門
第三部門（英語：The third sector）、或稱為志願部門（Voluntary sector），是社會學與經濟學名詞，意指在第一部門（Public sector，或稱為公部門）與第二部門（Private Sector，或稱為私部門）之外，既非政府單位、又非一般民營企業的事業單位之總稱。雖然各國對於第三部門的定義各自不同，但一般來說第三部門單位大都是由政府編列預算或私人企業出資，獨立維持經營的事業體。一般常見的社團法人、財團法人、基金會、非政府組織（NGO）或非營利組織（NPO）通常都屬於第三部門的範疇，雖然每個第三部門單位成立的背景與營運方式都有不同，但普遍來說第三部門單位通常具有像是以社會公益為目的，與不用繳稅等特質。
關於「第三部門」一詞何時誕生，並沒有一個明確的時間點，但一般認為是起源於1970年代的美國。在諸多起源中，社會學家阿米泰·伊茲歐尼（Amitai Etzioni）經常被認定是發明此用語的人，但哈佛商學院的行銷管理學教授西奧多·萊維特（Theodore Levitt）也是讓此用語廣為人知的重要推手。他在1973年時出版的著作《第三部門：一個有反應的社會之新策略》（The Third Sector: New Tactics for a Responsive Society）是第一本專門探討此概念之重要性的書籍，並在其中明確定義了第三部門。

## 實例
- 史密松寧學會（Smithsonian Institution）：英國科學家詹姆斯·史密森（James Smithson）在1835年時捐款在美國華盛頓市成立的第三部門組織，成立主旨為「累積與傳播知識」（An establishment for the increase and diffusion of knowledge）。今日的史密森學會擁有以華盛頓國家廣場（National Mall）為中心的龐大博物館與美術館群。
- 紐約與紐澤西港務局（The Port Authority of New York & New Jersey，PANYNJ）：是由美國紐約州與紐澤西州政府共同斥資設立、負責兩州境內商港、國際機場及周邊設施營運的第三部門機構。雖然管理的對象是原本應屬於公共建設的港口與機場，但卻以民間企業的經營方式來管理，是其與一般政府直屬的港務機構最不一樣的地方。
- 日本的第三部門鐵道（第三セクター鉄道）：日本原本最大的鐵路單位日本國鐵與分割民營化之後成立的JR諸公司，曾經擁有許多非常末端的地方鐵路線，隨著時代的改變这些线路利用率越來越低而造成嚴重的虧損，因此在營運效率的考量下被迫廢線。但是對於偏遠地區的居民與政府單位而言，這些末端支線很可能是日常生活的重要交通工具或地區發展的命脈，因此往往會由鐵路沿線各地方行政單位再加上一些民間企業成立第三部門鐵路公司，接手日本國鐵與JR（或甚至一些私人鐵路公司）不願經營下去的鐵路路線，而成為除了JR集團與私鐵（屬於第二部門的鐵路公司）之外，最大的鐵路經營業者群。
- 宜蘭縣第三部門發展中心：該發展中心是由台灣宜蘭縣政府利用地方政府設施設置之後委託民間非營利組織經營之輔導中心，是台灣各地方政府中首度設置類似機構的例子[3]。